# Basketbal op de Middellandse Zeespelen 1993
Basketbal is een van de sporten die beoefend werden tijdens de Middellandse Zeespelen 1993 in Languedoc-Roussillon, Frankrijk. Er was zowel een mannen- als een vrouwentoernooi.

## Uitslagen
| Event   | Goud                  | Zilver  | Brons     |
| ------- | --------------------- | ------- | --------- |
| Mannen  | Italië                | Kroatië | Frankrijk |
| Vrouwen | Bosnië en Herzegovina | Italië  | Spanje    |

## Medaillespiegel
| Plaats | Land                  | Goud | Zilver | Brons | Totaal |
| 1      | Italië                | 1    | 1      | 0     | 2      |
| 2      | Bosnië en Herzegovina | 1    | 0      | 0     | 1      |
| 3      | Kroatië               | 0    | 1      | 0     | 1      |
| 4      | Frankrijk             | 0    | 0      | 1     | 1      |
| 4      | Spanje                | 0    | 0      | 1     | 1      |
| Totaal | Totaal                | 2    | 2      | 2     | 6      |

1951 · 1955 · 1959 · 1963 · 1967 · 1971 · 1975 · 1979 · 1983 · 1987 · 1991 · 1993 · 1997 · 2001 · 2005 · 2009 · 2013 · 2018 · 2022
Atletiek · Basketbal · Boksen · Boogschieten · Gewichtheffen · Golf · Gymnastiek · Handbal · Judo · Kanovaren · Karate · Paardensport · Roeien · Rugby · Schermen · Schietsport · Tafeltennis · Tennis · Voetbal · Volleybal · Waterpolo · Wielersport · Worstelen · Zeilen · Zwemmen